# Bojanowo (plaats)
Bojanowo is een stad in het Poolse woiwodschap Groot-Polen, gelegen in de powiat Rawicki. De oppervlakte bedraagt 2,34 km², het inwonertal 3003 (2005).

## Verkeer en vervoer
- Station Bojanowo